# 国際平和友好会
国際友和会（IFOR）は、 オランダのアルクマールに国際事務局を持つ非政府組織。ICANが国際的な提携組織としている組織の一つ。 

## 概要
国際友和会はヨーロッパでの第一次世界大戦に対応して1914年に設立された非政府組織で、現在は世界の48か国で活動している。また、キャンペーンなどを通じ非暴力や人権、和解を促進する。また、オランダのアルクマールにあるIFOR国際事務局は、メンバー間のコミュニケーションを重要視していて、キャパシティビルディングに力を注ぎ、国際的なキャンペーンや国の代表団、さらには国際的な緊急行動の調整を支援する。 さらにこの機関はECOSOCのステータスも持っている。

## 歴史
「国際平和友好会」という名称を最初に使った団体は、第一次世界大戦勃発の1914年8月、ドイツ南部（スイス近郊）にあるコンスタンツで開かれたキリスト教平和主義者会議に参加していたヘンリー・ホジキン（イギリスのクエーカー教徒）とフリードリヒ・ジークムント・シュルツェ（ドイツのルター派）の二人のキリスト教徒が結んだ誓約の結果として結成されたものである。ケルン駅のホームで、「私たちはキリストのもとで一つであり、決して戦争をしてはならない」と誓い合った。 
この名前を使用した最初の団体は、1914年8月にクリスチャン、ヘンリーホジキンとフリードリヒジークムントシュルツェが設立しドイツ南部（スイスの近く）のコンスタンツでキリスト教平和主義者会議に参加していた。 ケルンの駅のプラットホームで、彼らは「私たちはキリストの中にいて、決して戦争に出ることはできない」と互いに誓った。

### 第一次世界大戦後：国際運動の強化

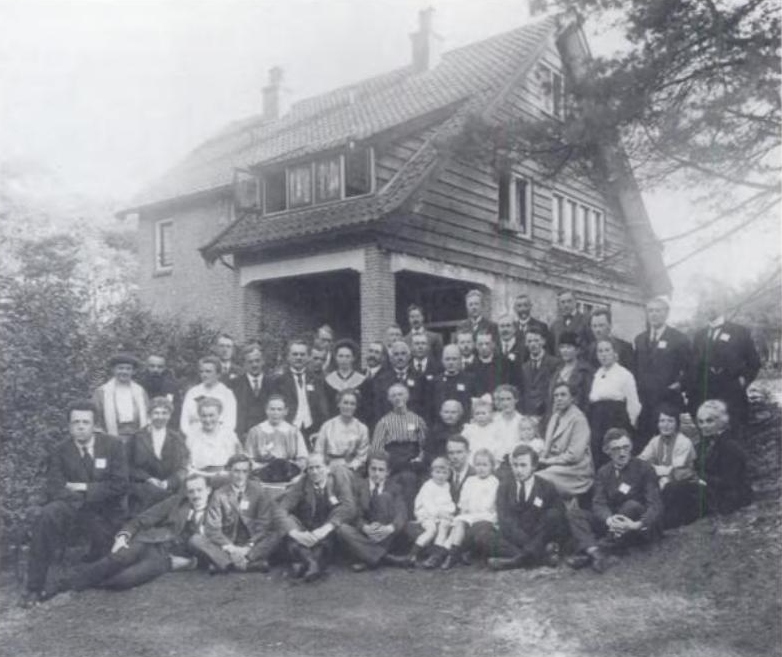
1919年にオランダのビルトホーフェンで開催された国際和解フェローシップの初の国際集会。

終戦後の1919年、ヨーロッパ諸国とアメリカ合衆国では、その年に設立された様々な和解の親睦団体が、メンバーとして加盟している包括的な組織として、国際和解の親睦団体を設立することで合意した。同年10月、10カ国のキリスト教平和主義者達がオランダのビルトーベンに集まり、「キリスト教国際化に向けた運動」（Movement Towards a Christian International）を設立した（後に「和解の国際フェローシップ」と呼ばれるようになる）。当時IFORの初代書記官は、スイスの平和主義者のピエール・セレソルで、平和の証人として何度も投獄されていた。彼は「平和のための国際ボランティア活動」（Service Civil）を設立し、当初は戦争の被害を受けた地域で、旧敵国からのボランティアを集めてワークキャンプを組織する。戦争犠牲者の救済が行われ、国際会議や会議によって平和のための活動が世界各地に広まった。ビルトホーフェンの直後、IFORはジョン・ネヴィン・セイア、アンドレ・トロクメ、ミュリエル・レスター、アンリ・ローズ、パーシー・バートレットなどの旅行秘書を任命し、彼らはスカンジナビア、中央ヨーロッパ、ポーランド、バルト三国、バルカン半島など、ヨーロッパの各地を旅し、二つの世界大戦の間に開催されたいくつかの国際会議に命を吹き込んでいった。最初の会議は、オーストリアのゾンタークベルクで20カ国（インド、ビルマ、ウクライナ）から200人の代表者が集まった。その後も多くの参加者が参加していき、このような緊迫した歴史的瞬間に、IFORのメンバーは軍縮の必要性と教会の新たな役割について議論し、聖職者たちに「正義の戦争」という考えに反対する強い立場をとるように求めた。1932年、IFORはジュネーブ世界軍縮会議を支援するため、ヨーロッパ全土で青年十字軍を率いた。各地のプロテスタントやカトリックの人々が様々なルートでジュネーブに集まり、5万人以上の人々が終結。各国の軍縮を求める請願書を会議に提出した。     